# Науки о Земле
Нау́ки о Земле́ (геонау́ки, геоно́мия) — науки, изучающие физические аспекты земного шара. Естественные науки, изучающие планету Земля (внутри и снаружи). В Российской академии наук их изучение координирует Отделение наук о Земле РАН.
Изучение Земли служит моделью для исследования других планет земной группы.

## Описание
Науки о Земле включают геологические и географические науки, а также почвоведение и смежные науки, связанные с изучением Земли.
Геологические науки очень разнообразны:
Науки о составе Земли
- Геохимия изучает закономерности распространения и поведения химических элементов в различных оболочках литосферы.
- Минералогия изучает природу, состав и кристаллическую структуру минералов. Минералогия одновременно является отраслью геологии и кристаллографии, которая, в свою очередь, относится к физике.
- Петрология и петрография вместе составляют науку о горных породах. Они занимаются изучением возникновения, формирования и эволюции горных пород, а также описанием их свойств.
- Литология и седиментология изучают осадочные горные породы.

Науки о строении Земли
- Структурная геология, или тектоника, занимается изменениями твёрдой оболочки Земли и структур земной коры, вызванных движением тектонических плит.
- Вулканология изучает физико-химическую природу вулканов, а также их динамику. Эту науку относят одновременно к геологии, геофизике, геохимии (наука о химическом составе камней) и геохронологии (с помощью радиометрического метода эта наука определяет возраст всей породы или одного из её компонентов).
- Стратиграфия.
- Палеонтология занимается изучением окаменелостей, то есть окаменелых останков различных форм жизни, когда-то существовавших на земле. Наука стоит на стыке биологии и геологии. Практическое значение для биологии эта наука представляет в связи с теорией эволюции, позволяя отследить эволюцию различных живых организмов на протяжении длительных отрезков времени. Для геологов палеонтология важна в определении важнейших руководящих форм.

Науки о динамике Земли
- Геодинамика[5]
- Историческая геология

Прикладные науки
- Геология полезных ископаемых
- Металлогения
- Инженерная геология

География
- Геоморфология занимается изучением происхождения и эволюции рельефа. Особенно интересны для этой науки процессы, влияющие на формирование рельефа во времени и пространстве. Часто геоморфологию относят к географии.
- Гидрогеология изучает геологические аспекты гидрологии, которая, в свою очередь, относится к геофизическим наукам. Гидрогеология тесно связана с карстологией — наукой, изучающей влияние воды на горные породы, формирование гротов и подземных вод. Важную роль для обеих наук сыграла спелеология, наука о пещерах.
- Лимнология, наука об озёрах, пресных водоёмах и водохранилищах, а также о населяющих их организмах. Лимнология одновременно затрагивает геологию и биологию, а также почвоведение, науку на границе геологии (занимается изучением изменения пород, а также механического и химического воздействия на почвы) и биологии (роль организмов в изменении первоначальных пород и почв).

Почвоведение занимается изучением различных составляющих почвы, а также её морфологических, минералогических и физико-химических характеристик.

## Список
Основные науки о Земле:
- Ареалогия
- Биогеография
- Биогеоценология
- Вулканология
- Геммология
- География
- География почв
- Геодезия
- Геоинформатика
- Геология
- Геомагнетизм
- Геомеханика
- Геоморфология
- Геостатистика
- Геотехнология
- Геофизика
- Геохимия
- Гидрология
- Гляциология
- Картография
- Климатология
- Кристаллография
- Литология
- Метеорология
- Минералогия
- Океанография
- Океанология
- Палеогеография
- Палеоклиматология
- Палеонтология
- Почвоведение
- Петрология и петрография
- Петрофизика
- Седиментология
- Сейсмология
- Стратиграфия
- Тектоника
- и другие